# Frihetens folk

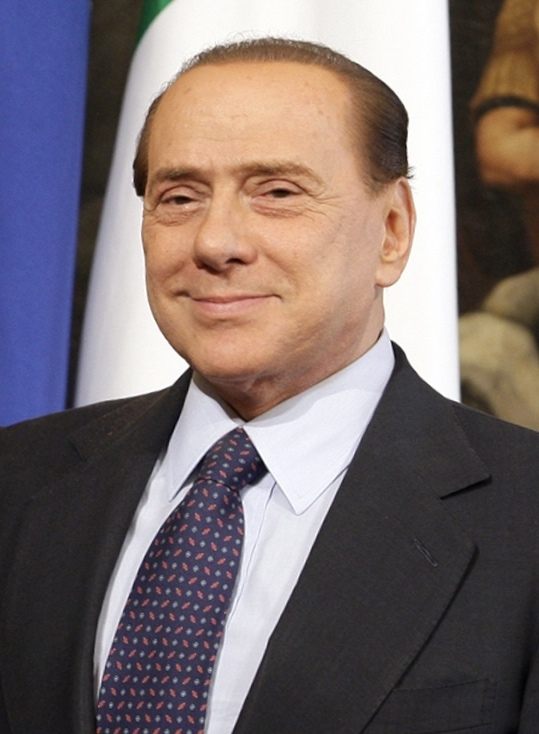
Frihetens Folk leddes av Silvio Berlusconi

Frihetens folk (italienska: Il Popolo della Libertà, förkortning: PdL) var ett liberalkonservativt politiskt parti i Italien och var tidigare en lösare sammansatt valallians mellan Forza Italia och Nationella alliansen (AN).
Tillsammans med bland andra Lega Nord och Rörelsen för autonomi bildade partiet regering i Italien från 2008 till 2011, ledd av Silvio Berlusconi.
Partiet bildades av Silvio Berlusconi den 18 november 2007 och den 18 september 2008 hade det nya partiets konstituerande utskott sitt första möte i Rom. 
Partiets första kongress hölls den 27-29 mars 2009, efter att nyfascistiska Nationella alliansen upphörde att existera den 22 mars 2009 och Forza Italia upphörde att existera den 27 mars 2009. Den 29 mars 2009 valdes Silvio Berlusconi formellt till partiledare.
Sammanslagningen av Nationella alliansen och Forza Italia innebar att Nationella alliansens Europaparlamentariker övergick till att sitta med Europeiska folkpartiets grupp (kristdemokrater) (EPP) i Europaparlamentet, så som Forza Italia gjorde sedan tidigare. Frihetens folk blev således ett av Europeiska folkpartiets största medlemspartier.
I slutet av juli 2010 deklarerade partiledningen att man inte längre hade förtroende för den ledande företrädaren Gianfranco Fini, talman i deputeradekammaren och tidigare ledare för Nationella alliansen. Detta sedan Fini hårt kritiserat Berlusconi för att lagvägen skydda sig mot åtal och begränsa pressfriheten. Berlusconi svarade med att kalla Fini för en förrädare och konspiratör som långsamt försökte döda Frihetens folk. Fini och hans anhängare bildade omedelbart en ny partigrupp, kallad Framtid och frihet för Italien. 
Regeringsalliansen med premiärminister Silvio Berlusconi i spetsen tvingades avgå i november 2011 till förmån för en teknokratisk regering ledd av ekonomen Mario Monti sedan Italien drabbats av en akut ekonomisk kris till följd av den omfattande skuldkrisen i Europa 2010-2011.
Våren 2013 blev Frihetens folk åter ett regeringsparti som ett led i strävandena att, genom samarbete över blockgränserna, bekämpa Italiens ekonomiska kris. Angelino Alfano fungerade som vice premiärminister och inrikesminister.
Berlusconi dömdes senare av högsta domstolen skyldig till skattefiffel, vilket medförde att han skulle förlora sin plats i senaten.
Detta ledde till både regeringskris och internt partibråk när Berlusconi beordrade partiets fem ministrar att lämna regeringen. 

I juni 2013 meddelade Berlusconi att Forza Italia skulle återuppstå och den 16 november samma år beslutade man att upplösa Frihetens folk.